# 高松宮妃癌研究基金学術賞
高松宮妃癌研究基金学術賞（たかまつのみやひがんけんきゅうききんがくじゅつしょう）は、高松宮妃癌研究基金が授与する医学賞。
がんの領域において特に優れた業績を挙げた学者・研究者に対し授与される。原則として「基礎」および「臨床」の各領域から1件ずつ選れる。賞金は500万円。

## 受賞者
- 1968年度（第1回）
  - 久留勝
  - 中原和郎
- 1969年度（第2回）
  - 杉村隆
- 1970年度（第3回）
  - 釜洞醇太郎、角永武夫
  - 黒木登志夫、佐藤春郎
- 1974年度（第4回）
  - 菅野晴夫、市川康夫、古沢満、穂積本男、井川洋二
- 1975年度（第5回）
  - 下條寛人、豊島久真男
- 1976年度（第6回）
  - 牧野佐二郎
  - 梅澤濱夫
- 1977年度（第7回）
  - 長谷川博
- 1978年度（第8回）
  - 山村雄一
- 1979年度（第9回）
  - 池田茂人
  - 加藤四郎、日沼頼夫
- 1980年度（第10回）
  - 河内卓、高山昭三、長尾美奈子、広野巌、松島泰次郎、小田嶋成和
- 1981年度（第11回）
  - 近藤宗平、藤木博太
- 1982年度（第12回）
  - 佐藤了、加藤隆一
- 1983年度（第13回）
  - 高月清、日沼頼夫、三好勇夫、吉田光昭
- 1984年度（第14回）
  - 伊東信行、岡田正志、垣添忠生、橋本嘉幸、吉田修
- 1985年度（第15回）
  - 下里幸雄
- 1986年度（第16回）
  - 寺田雅昭、松原謙一 、山本雅
- 1987年度（第17回）
  - 梶谷鐶、末舛恵一
- 1988年度（第18回）
  - 秦藤樹、若木重敏
- 創立20周年記念特別賞
  - 西村暹、大塚榮子、金聖浩
- 1989年度（第19回）
  - 河井貞明
  - 松本圭史
- 1990年度（第20回）
  - 櫻井欽夫、鶴尾隆
  - 高橋俊雄
- 1991年度（第21回）
  - 市原明、中村敏一
  - 阿部光幸、梅垣洋一郎
- 1992年度（第22回）
  - 押村光雄、関谷剛男、中村祐輔、野田亮、横田淳
  - 牛尾恭輔、武藤徹一郎
- 1993年度（第23回）
  - 伊藤嘉明、大木操
  - 白壁彦夫、市川平三郎
- 1994年度（第24回）
  - 竹市雅俊、広橋説雄、月田承一郎
  - 藤本伊三郎、花井彩
- 1995年度（第25回）
  - 谷口維紹
  - 石原和之
- 1996年度（第26回）
  - 前田浩
  - 成毛韶夫
- 1997年度（第27回）
  - 長田重一、米原伸
  - 二村雄次
- 1998年度（第28回）
  - 北村幸彦
  - 海老原敏
- 1999年度（第29回）
  - 宮園浩平
  - 山口建
- 2000年度（第30回）
  - 小西陽一
  - 下山正徳
- 2001年度（第31回）
  - 田矢洋一
  - 日野茂男、田島和雄、園田俊郎
- 2002年度（第32回）
  - 樋野興夫
  - 白坂哲彦
- 2003年度（第33回）
  - 審良静男
  - 金子明博
- 2004年度（第34回）
  - 新津洋司郎、森秀樹、若林敬二
  - 平尾泰男、辻井博彦
- 2005年度（第35回）
  - 鎌滝哲也、藤井義明
  - 森山紀之
- 2006年度（第36回）
  - 江角浩安
  - 立松正衞、平山文博
- 2007年度（第37回）
  - 渋谷正史
  - 三木一正
- 2008年度（第38回）
  - 中川原章
  - 上村直実、浅香正博
- 2009年度（第39回）
  - 間野博行
  - 田尻久雄、武藤学
- 2010年度（第40回）
  - 津田洋幸、白井智之
  - 杉山治夫
- 2011年度（第41回）
  - 徳永徹
  - 上田龍三
- 2012年度（第42回）
  - 村上善則
  - 森正樹
- 2013年度（第43回）
  - 清木元治
  - 笹子三津留
- 2014年度（第44回）
  - 早津彦哉
  - 津金昌一郎
- 2015年度（第45回）
  - 北野正剛
  - 下遠野邦忠
- 2016年度（第46回）
  - 小川誠司
  - 吉田稔
- 2017年度（第47回）
  - 片岡一則
  - 酒井敏行
- 2018年度（第48回）
  - 牛島俊和
  - 藤堂具紀
- 2019年度（第49回）
  - 落谷孝広
  - 髙橋雅英
- 2020年度（第50回）
  - 竹内賢吾
  - 原英二
- 2021年度（第51回）
  - 柴田龍弘
  - 畠山昌則
- 2022年度（第52回）
  - 内富庸介
  - 西川博嘉
- 2023年度（第53回）
  - 髙橋隆
  - 土岐祐一郎
- 2024年度（第54回）
  - 河野隆志
  - 吉野孝之